# Āyelu Terara
Āyelu Terara är en vulkan i Etiopien.   Den ligger i regionen Afar, i den centrala delen av landet, 240 km nordost om huvudstaden Addis Abeba. Toppen på Āyelu Terara är 2 145 meter över havet.
Terrängen runt Āyelu Terara är huvudsakligen kuperad, men den allra närmaste omgivningen är bergig. Āyelu Terara är den högsta punkten i trakten. Runt Āyelu Terara är det glesbefolkat, med 16 invånare per kvadratkilometer. Närmaste större samhälle är Gewanē, 11,1 km nordväst om Āyelu Terara. Omgivningarna runt Āyelu Terara är en mosaik av jordbruksmark och naturlig växtlighet.